# Thomas Vulivuli
Thomas Vulivuli (* 24. Mai 1981 in Fidschi) ist ein fidschianischer Fußballspieler.

## Karriere
Bei der WM-Qualifikation 2006 spielte Vulivuli neunmal für Fidschi. Im Spiel gegen Amerikanisch-Samoa erzielte er ein Tor. Im Jahr 2006 spielte der Mittelfeldspieler für den australischen Fußballklub Oakleigh Cannons. Mittlerweile spielt er wieder auf Fidschi.